# Andrea Fraser
Andrea Fraser (Billings, Montana (EUA), 1965) és una artista de performances. Viu entre Nova York i Los Angeles i treballa com a professora de nous gèneres a la Facultat d'Art de la Universitat de Califòrnia, a Los Angeles. En la seva obra examina les motivacions dels nombrosos agents del sector cultural: artistes, col·leccionistes, galeristes, patrons, directors, públics. Identificada amb la crítica institucional i influïda per la teoria dels camps socials del sociòleg francès Pierre Bourdieu, l'obra de Fraser constitueix una anàlisi crítica del teixit social del món de l'art i posa al descobert els conflictes interns, els mecanismes i les estructures jeràrquiques d'aquest.

## Biografia
Fraser va néixer a Billings, Montana i va créixer a Berkeley, Califòrnia. Va estudiar a la Universitat de Nova York, complementant els seus estudis amb un programa d'Estudis independents del Whitney Museum of Art i al'School of Visual Arts.

## Obra
Els mètodes de Fraser es basen en processos de recerca vinculats a llocs concrets (site-specific), combinats amb la investigació feminista de la subjectivitat i el desig. També parteixen del principi psicoanalític que només es poden assimilar estructures i relacions de manera immediata quan es posen en acció. L'extraordinària capacitat de Fraser de representar posicions socials diverses involucra els públics d'una manera activa, alhora que posa de manifest la diversitat de relacions i d'interessos que coexisteixen dins aquesta complexa estructura.
Si bé el gruix de l'obra de Fraser se centra en les condicions socials i econòmiques del món de l'art, les seves últimes produccions exploren les estructures psicològiques subjacents de l'individu en relació amb el públic, en treballs d'una forta càrrega emocional com ara Projection (2008) i Men on the Line: Men Committed to Feminsim KPFK (1972, 2012/2014).

## Exposicions destacades
L'obra de Fraser ha estat mostrada en públic galeries incloent-hi el Museu d'Art de Filadèlfia (1989); el Kunstverein München, (Alemanya, 1993, 1994); la Biennal de Venècia (Itàlia, 1993); el Museu Sprengel (Hannover, Alemanya, 1998); el Kunstverein Hamburg (Alemanya, 2003); la Whitechapel (Londres, Anglaterra, 2003); el Museu d'Art Contemporani de Los Angeles (2005); el Museu Frans Hals (Haarlem, Països Baixos, 2007); i el Centre Pompidou (París, 2009). El 2013, una important retrospectiva de la seva feina va ser organitzada pel Museu Ludwig de Colònia, conjuntament amb la seva recepció del Premi Wolfgang Hahn. El 2016 va exposar la seva obra al Museu d'Art Contemporani de Barcelona, i l'abril es va inaugurar al MACBA l'exposició 'ANDREA FRASER. L'1% C'EST MOI' que recull una selecció de trenta obres clau realitzades al llarg de tres dècades de pràctiques crítiques.